# Pão de batata
O pão de batata é uma receita de pão em que a farinha de batata ou a própria batata substitui uma porção da farinha de trigo normal. Essa receita pode ser preparada de várias formas, assada em uma chapa, frigideira quente ou no forno, com a opção de ser fermentada ou não, podendo, também, conter uma variedade de outros ingredientes cozidos. 
A proporção de batata para farinha de trigo varia significativamente de receita para receita. Algumas receitas têm a maior parte de batata, enquanto outras requerem uma proporção maior de farinha de trigo. Certas receitas pedem purê de batata e outras pedem flocos de batata desidratados. É comercializado em muitos países, com variações nos ingredientes e métodos de cozimento. 

## Variedades

### Chile
O pão de batata, em diferentes formas, é um elemento comum da culinária chilena no sul do Chile. Os pães mais populares são o Milcao e o Chapalele, que fazem parte do tradicional Curanto.

### Alemanha
O Kartoffelbrot é um pão de batata que pode conter farinha de espelta e de centeio.
O Berches é um pão judeu-alemão feito para o Shabat. Como outras chalás asquenazes, é tipicamente trançado, mas ao contrário do doce chalá de ovo da cozinha asquenaze oriental, o pão berches contém batata fervida, amassada e arrefecida, não tem ovo e contém pouco açúcar na massa. Algumas receitas contêm óleo, outras não. Muitas vezes é coberto com uma lavagem de ovos (mesmo que não haja ovo incorporado na própria massa) e sementes de papoula. Embora existam poucos judeus alemães vivendo na Alemanha, a tradição de fazer berches foi continuada por padeiros não judeus, que estão cientes da história judaica do pão.

### Hungria
O pão de batata faz parte da culinária da Hungria.

### Irlanda do Norte e República da Irlanda

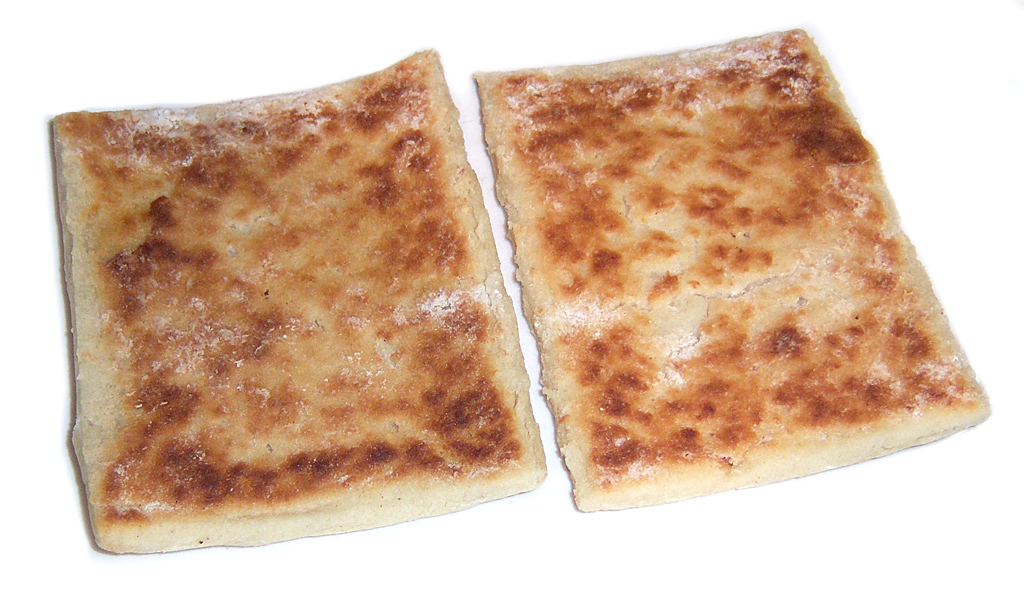
Bolos/pão de batata geralmente fazem parte de um pequeno-almoço/café da manhã irlandês

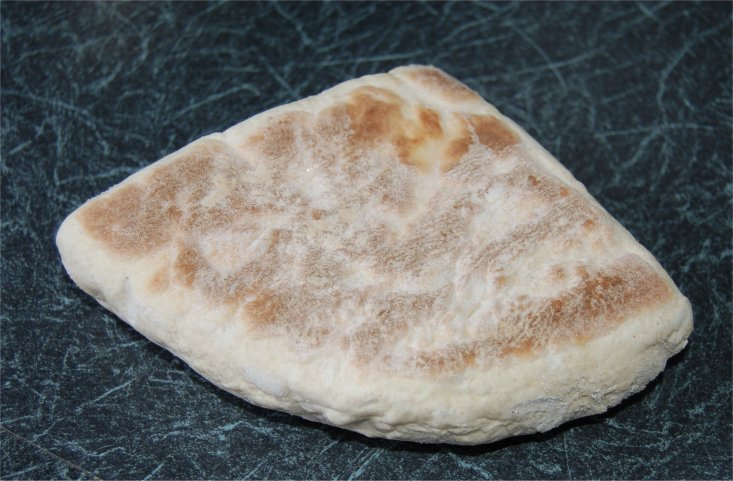
Soda Farl

Na Irlanda, pão de batata ou bolos conhecidos como boxty (em irlandês:  bacstaí) eram populares e podem ser resultado dos tipos de batata farinhentos que eram comuns no país.
Os farls de batata são um grande círculo dividido em quatro quadrantes ou fatias quadradas (geralmente em torno de 0,5 a 1 centímetro de espessura) de pão de batata mole, levemente pulverizado com farinha e são comuns em Ulster, especialmente na Irlanda do Norte. São tradicionalmente consumidos como um dos itens alimentares diferenciados num pequeno-almoço irlandês, onde são fritos em ambos os lados por um curto período de tempo e servidos com soda farls cozinhados da mesma maneira. Também podem ser grelhados e amanteigados, ou comidos com uma variedade de coberturas.
Bolo de batata com maçã ou "fadge" era cozido na Irlanda no Outono, quando havia maçãs para cozinhar, e era muito popular no nordeste do país. Batatas cozidas na hora são misturadas com manteiga derretida, sal e farinha. É um pão de batata enrolado, como uma massa, em torno de um recheio doce de maçãs.

### Polônia
O Okrągły chleb kartoflany é um pão de batata leve e arejado.

### Escócia
O scone tattie escocês, também conhecido como "tottie scone" ou "scone de batata", é semelhante ao farl de batata irlandês. Eles geralmente têm o formato de um grande círculo dividido em quatro quadrantes, de forma semelhante aos bolos de aveia escoceses tradicionais, ou como pequenas rodas.

### Estados Unidos
O pão de batata é comercializado nos Estados Unidos como um pão leve e arejado, muito semelhante ao pão branco normal produzido em massa, mas com uma tonalidade amarela, textura mais espessa e um leve sabor de batata.
O pão de batata doce Cherokee é uma variação do pão de batata que usa batata-doce.